# 춤

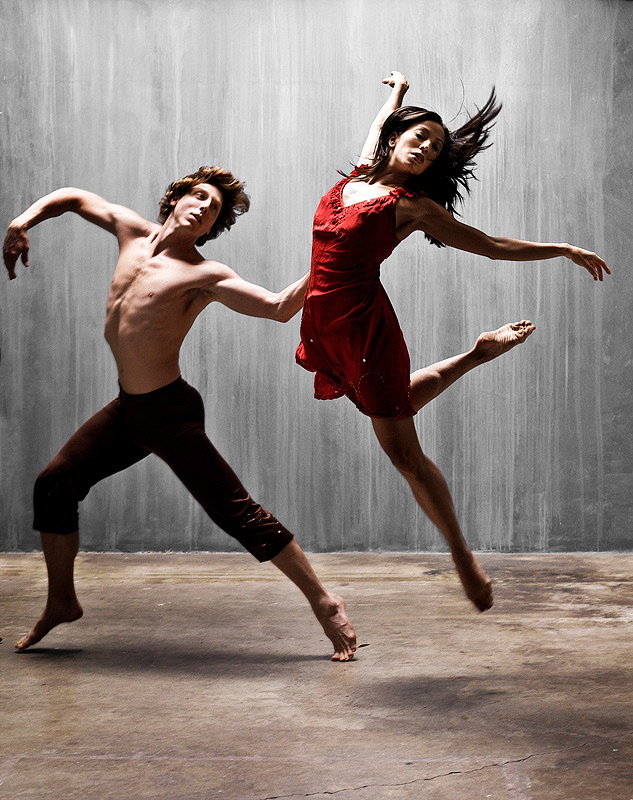
두 명의 현대 무용가

춤 또는 무용(舞踊)은 몸(신체)을 통해 무언가를 표현하는 예술의 한 종류이다. 사회적 상호작용 또는 표현의 수단으로 이용되기도 하며, 영적인 의식 또는 공연 등에도 춤이 이용된다. 예술의 관점에서는 미적(美的) 정서를 리듬에 맞춰 신체로 표현하는 공연예술이다. 음악 또는 박자에 맞춰 몸을 움직이는 예술적 행위이지만, 춤에 음악이 꼭 필요한 것은 아니다. 음악이 꼭 있어야 리듬에 맞추거나 리듬을 탈 수 있는 것은 아니다. 그리고 춤은 또한 사람이나 동물 사이(예: 벌의 춤)의 비언어적 의사소통의 방식을 말하는 데에도 쓰이기도 한다. 그리고 춤과 무용을 혼용해서 쓰기도 하지만 엄연히 춤과 무용은 다르다. dance를 무용으로 번역하기도 하지만 춤이라고 번역해야 옳다. 무용은 춤의 한 종류로써 20세기 이후에 등장한 말이다. 말하자면 무용은 한자 말 그대로 뜀이 있는 춤이나 또한 뜀의 이미지가 있는 춤이라고 해야 할 것이다. 현재 무용과나 무용학과나 무용학회나 무용축제나 무용관련 행사에 영문표기 할 때 무용을 dance로 하는 것은 틀린 것이다.

## 어원
춤의 영어 낱말인 댄스(dance)는 산스크리트 원어(原語, ZendicSanskrit)의 Tanha(탄하)가 어원(語源)이며 Tanha는 '생명의 욕구'를 뜻한다고 한다. 중세 영어는 Daunce(Dawnce)로서, 옛 독일어 Danson(단손)과 연결된다. 유럽 각국의 무용을 뜻하는 언어는 모두 이것과 결부되며, 생활의 경험이나 환희 속에서의 운동이라든가 활동의 요구, 생명에의 욕구같은 뜻을 포함한다고 한다. 그리고 그리스어: Tenein은 라틴어로부터 기원되며, '긴장, 온몸이나 수족을 충분히 뻗친다, 지탱한다, 지속한다' 등 신체의 주요한 움직임과 연결되는 말과 어원적으로 맺어지고 있다고 보겠다.

## 기원
초기 춤의 고고학적 증거는 Rock Shelters of Bhimbetka의 인도의 9,000년 된 회화와, 춤추는 사람을 그린 이집트의 무덤 벽화를 포함하며, 이는 기원전 3,300년 경으로 거슬러 올라간다. 문자가 발명되기 전에 춤은 세대 간에 이야기의 구전과 공연의 중요한 일부가 된 것으로 제안되었다.
춤에 대한 참고 문헌은 초기의 기록 역사에서 발견할 수 있다. 그리스의 춤(Horos)은 플라토, 아리스토텔레스, 플루타르코스, 루키아노스에 의해 참조된다. 성경과 탈무드는 서른 가지의 다른 춤 용어를 포함하여 춤에 관한 수많은 사건을 기록하고 있다.

## 춤의 소재
춤의 소재(素材)는 살아 있는 인간의 신체 바로 그것이다. 인적 구성(人的構成)은 작품내용을 기본적으로 방향지어주는 것이다. 남성 또는 다수 인원의 구성에는 자체의 역량감(力量感)이 다르며, 여성에게는 유연(柔軟)한 느낌, 혹은 섬세한 느낌이 스스로 갖추어져 있다. 또한 어린이들에게는 표현 이전에 본래의 사랑스러움이 넘쳐 흐른다고 생각된다. 이와 같은 소재가 지니는 성질을 각각의 특성과 동시에 그 한계를 나타내는 것으로도 볼 수 있어, 소재를 살려 개성적인 표현성을 발휘시킨다는 점에 무용의 묘미와 기법이 있다.
그리고 춤에서 도구가 되는 것은 신체인 몸 뿐만 아니라 혼이라고 할 수 있는 정신도 존재한다. 정신이라는 것은 실재하는 것이다. 정신인 혼이 보이는 사람도 있다고 한다. 춤에서 몸을 통해 그리고 정신을 통해 표현을 할 수가 있다. 몸과는 달리 정신은 느낌, 인식 등으로 감응되고 전달이 된다. 정신을 통한 표현은 사람에게 감응하며 전달이 되는 것이다. 정신은 실체이기도 하다. 춤에서 정신이라는 실체를 통해 표현을 하며 감응을 통해 표현에 대해 느끼거나 이해할 수 있는 것이다.

## 춤의 특징
리듬(rhythm)이란 생명의 규칙적인 숨결이며, 영혼의 파동(波動)이라고 할 수 있다. 리듬은 비단 시간적인 존재만도 아니고, 공간적인 존재 즉 시각적인 것도 있다. 한편, 무용은 창조의 수단이 어디까지나 인간의 신체이므로 건전한 육체를 소유하지 않으면 좋은 무용가가 될 수 없다는 것이 다른 예술과는 다르다고 할 것이다. 신체가 굳기 전인, 젊었을 때부터 시작해야 무용의 여러 가지 요구를 표현할 수 있기 때문이다. 그렇게 숙련이 되고 신체가 굳어져 성숙해지고 경험이 많게되면 다양한 감정의 표현이 가능해진다. 신체를 창작의 소재(素材)로 하기 때문에 무용의 예술작품은 무용가 자신이기도 하므로, 창조자 자신이 자기 예술작품을 감상할 수가 없다. 이것이 바로 다른 부문의 예술과 다른 점이다. 그러므로 무용은 하나의 작품에 있어서 동일인의 향수(享受)와 표현, 감상과 창작은 불가능하다. 무용은 살아 있는 인간의 생명을 가진 신체로 형상화(形象化)하기 때문에, 그리고 무대에서 상연하는 공연물이므로 상연 당시에 감상하지 못하면 영원히 다시 볼 수가 없다. 요컨대, 무용은 리듬을 방법으로 하고 인간의 신체를 수단으로 하면서, 연령의 제약을 받는 순간적 향수의 무대예술이라고 할 수 있다.

### 움직임의 상징
춤의 특성은 인간의 신체를 소재(素材)로 하고, 그 살아 있는 움직임을 매체(媒體)로 하여 율동적인 조직으로 상징화된 형식을 지닌다는 점에 있다. 무용이 본질적으로 생명의 약동감, 도취촉합감(觸合感)을 가져다주는 것은 이 매체의 특질에 말미암은 바가 크기 때문이라고 하겠다. 신체의 움직임은 언어를 대변하고 보완하는 몸짓으로서 또한 감정의 고양(高揚)에 수반되는 신체 표정으로서 이미 일상생활 속에 있으며, 예술 이전에 무언(無言)의 자기 표현적인 임무를 다하고 있다. 또 신체동작의 율동화는 발달 과정 면에서 살펴보면 유아(幼兒)의 유희에서도 나타나 있으며, 사적(史的)으로는 예로부터 사람들의 소망을 표현하는 수단으로서 제사(祭事) 등과 결부되어 나타나고 동시에 사람들에게 친화(親和)와 연대감(連帶感)을 가져다주는 유대(紐帶)의 작용을 하면서 오늘에 이르렀다. 이러한 의미에서 무용은 가장 원초적(原初的)인 인간의 표현수단이며, 인간의 역사와 함께 살아온 모든 예술의 원형을 이룬다고 볼 수 있겠다. 무용은 각 연대와 생활을 반영하며, 다양한 표현으로서 분화·발전하고 있다.
무용에 대한 정의(定義)의 변천은 그 일단을 나타낸다고 하겠다.
| “ | 무용은 조화적(調和的)인 아름다운 자세에서 이루어지는 우아하고 규칙적인 움직임이다." | ” |
|   | — 1721년,                                                                           |   |

| “ | 음악적인 악기나 목소리의 반주에 맞춘 도약 또는 율동적인 스텝 같은, 질서가 갖춰진 신체의 움직임이다. | ” |
|   | — 1772년,                                                                                           |   |

| “ | 일정한 상태로 조화(調和)하여, 어떤 표현을 운동으로 바꾸어 놓는 신체의 움직임에 의한 연기이다. | ” |
|   | — 1895년,                                                                                     |   |

| “ | 일정한 리듬과 의식적(意識的)인 기법(技法)에 따라서 예정된 공간을 나아가는 신체의 연속적인 움직임이다. | ” |
|   | — 1934년,                                                                                             |   |

오늘날 춤은 시간적·청각적인 성격을 지닌다는 점에서 음악과 관련되며, 또한 공간적·시각적인 성격을 가진다는 점에서는 조형(造形)과도 접근되고 있을 뿐 아니라, 신체를 소재(素材)·매체(媒體)로 하는 점에서는 연극과도 친근성이 있는 시공성(時空性)이 있는 예술이라고 보고 있다. 예술로서의 무용은 언어나 문자의 게재 없이, 작자의 내적인 이미지를 직접 운동적인 심볼로 바꾸어 놓음으로써 그것의 표출(表出)·형성과 전달을 꾀하는 데에 독자적인 영역을 갖는 것이다.
S.K. 랭거는
① 동적인 움직임이 계속되고 있는 동안만 존재하는
② 율동적인 작용으로 결합되며,
③ 유기적으로 구성된
④ 성장과 쇠퇴의 변증법인 것이라고 하였으며,
살아 있는 형식인 '역동적(力動的)인 힘의 가상(假象)'으로서 그 본질을 포착하고 있다.

### 춤의 미(춤의 美)
춤 작품의 감상은 임시적인 출현 이 누적되는 과정 속에서 성립되는 작자(作者)와 감상자의 미적 상호교섭(美的相互交涉)으로서의 특색을 지닌다. 주제에 의하여 강하게 성격지어진 일련의 움직임은, 감상하는 자로 하여금 일정한 방향으로 움직이게 하는 것이 되며, 그 생성발전 과정 속에서 작품의 경성(傾性)이 점차로 밝혀짐으로써 한 개의 통합된 사상과 감정의 미적(美的) 출현으로서의 그 성격이 형성되고 전달된다. 사라져가는 가상(假象)인 작품의 감상(鑑賞)에는 작품의 표현성 위에서 또한 감상자의 개성이라든가 자세가 작용하며, 보는 측의 가소성(可塑性)의 율도 상당히 커지는 특성이 출현된다. 감상의 메커니즘에 관해서 살펴본다면, 작품은 감정의 질과 감정의 형(型)이 상호 접근함으로써 포착된다. 감정의 질이란, 결국 우리가 기쁨과 괴로움을 직접 느끼게 되는 감정의 성질이며, 감정의 형이란 그 근저에 있어서 지주(支柱)를 이루는 원형적(原型的)인 작용이다. 예컨대 벅찬 환희, 격렬한 고뇌라고 불리듯이 환희와 고뇌는 쾌(快)·불쾌의 양극적 감정이면서도 또한 동일하게 '격렬하다'라고 하는 표현방법의 원형(原型)을 공유(共有)하는 수가 있다. 무용 작품은 이처럼 격렬함, 부드러움, 딱딱함, 유동(流動), 단속(斷續) 등의 원형, 즉 '감정의 형(型)'을 지니는 움직임으로서 내부적으로 생명이 부여되며, 외부적으로는 '감정의 질'을 달리하는 움직임으로서 살붙임된 새로운 출현으로 볼 수 있겠다. 작품은 또한, 개개의 작품의 독자성을 초월해서 민족으로서의 경향과 성격을 지니며, 오늘날의 다채로운 무용문화를 탄생시키고 있다.
발레가 지니는 발의 완전한 외전(外轉)이나 그 섬세한 율동은 외연적(外延的)·원심적(遠心的)인 기법(技法)으로서 비상적(飛翔的)·환상적인 미를 실현하고 있다. 그리고 한국 무용의 우아한 율동미적 유려(流麗)함이라든가 에스파냐 무용의 내연적(內燃的)인 격렬성 등 각각 그 민족적인 특성미가 있는데, 특히 기법의 고정화(固定化)에 저항하여 현대적인 스피드와 다이내믹스를 지니는 불협화(不協和)한 미를 개척하는 현대 무용이라든가 재즈 댄스의 신선성(新鮮性)도 경시할 수는 없다.
춤 작품은 오늘날 구상적(具象的)·비구상적인 작풍과 의미적·감정적인 것에서부터 개념적·기계적인 것에 걸치며, 또한 의도적(意圖的)인 것에서부터 우연적·현상적인 것을 바라보는 접근을 포함하여 내용상·형식상에 있어서 굉장한 폭을 가지고 있다. '생명의 욕구'에 연출되는 미의 표현은, 민족성과 그 전승문화(傳承文化), 생활계층과 세대(世代), 또한 인간 개개의 개성에 따라서 다르며, 또한 유동성을 가지고 생성 발전하며 승화 혹은 소멸(消滅)하는 것이다.
춤의 현대적인 의의(意義)는 무엇일까. 급속한 근대화의 기구(機構)를 지닌 현대사회에 있어서, 참으로 생명을 발현(發現)시킬 수 있는 터전은 계속 상실되어 가고 있다. 잃어가는 인간성의 회복, 사람과 사람들 사이의 영혼적인 대화를 생생하게 부활시키는 새로운 커뮤니케이션 미디어로서의 춤은 참으로 귀중한 존재라고 하겠다.

## 춤의 발생 - 원시춤
예술 가운데 가장 원초적인 것이 소리라고 할 수 있는데, 그 소리가 나오려면 육체의 일부가 우선 진동을 해야만 하기 때문에, 원초적인 예술수단은 춤이라고 할 수 있다. 원시시대(原始時代)의 인간사회는 치졸(稚拙)한 집단행사를 영위했다. 이른바, 종교행사와 모방 전쟁과 수렵이 그 대표적인 것이며, 개인적 행사로는 성적 충동의 표현이다. 그리고 원시시대의 춤은 아니지만, 원시적 형태의 춤으로 탈춤(가면무, 假面舞)을 들 수도 있다. 탈춤은 하나의 무속적인 관념으로서 병을 추방하는 행사 또는 재앙이나 액운(厄運)을 쫓아내는 행사로서 추었다.
| “ | 원시의 예술은 다만 숭배를 위해서와 악마를 달래기 위한 기능으로서만 존재한다. 그것은 정서의 극히 좁은 범위를 표현하는 데에 그치고, 더구나 그것은 주로 공포의 정서인 것이다. | ” |
|   | — 하버트 리드, <예술의 의미> |   |

우리는 현존하는 어떤민족의 춤이나 고대 조각 등을 통하여 원시춤의 모습을 추측하고, 모든 민족이 예부터 춤을 사랑해 왔음을 알 수가 있다. 원시의 인간은 그들 자신의 정체를, 또한 우주나 자연의 정체를 알지 못했다. 뇌명(雷鳴)·폭풍·일식(日蝕)과 같은 갑작스런 사건 속에서 그들을 지배하는 위력 있는 존재를 느꼈다.
| “ | 사람들은 춤을 춤으로써 황홀한 경지로 잠겨들고 현세와 내세 사이의 차이같은 것을 뚫고 나아가 악령·신령의 세계에 도달했다. | ” |
|   | — 쿠르트 삭스, <무용의 세계사>                                                                                          |   |

그들은 신을 인간의 세계로 초대하기 위해, 신과의 대화를 위해, 신을 숭배하기 위해 춤을 추었다.
바로 여기에 모든 춤이 지니는 원시적인 모습이 있다. 그들의 춤은 죽음·탄생·사랑·전쟁·평화·질병·건강·수확·천재(天災) 등과 결부되고 있었다. 그들은 춤에 몰입함으로써 새로운 힘을 부여받았던 것이다. 그리고 춤은 현재의 자신에게서 나오는 것이기도 했다. 따라서 원시춤은 제의(祭儀)와 밀접하게 관련되어 생활의 실용적 의미를 가지고 중요한 위치를 차지했다고 보겠다. 제의와 춤의 연결은 그 후 시대와 민족에 따라 양식을 달리했으며, 또한 생활에 있어서의 의미와 역할을 바꾸어 가면서 한국의 향토예능처럼 오늘날까지 끊임없이 존속하고 있다.
이러한 춤의 원시형태는 종교춤, 모방춤, 수렵춤, 전쟁춤, 노동춤 등으로 나눌 수 있다.
1. 종교춤－일체의 종교적인 행사의 색채를 지니는 춤.
2. 모방춤－사람 또는 사물의 꼴을 모방하는 춤.
3. 수렵춤－생명보존의 양식으로 들짐승들을 잡기 위해 추는 것으로 짐승들이 무서워하는 춤.
4. 전쟁춤－이것은 사회가 좀 더 조직화된 뒤에 다른 종족이나 부족과 싸울 때 자기네 종족의 사기를 돋우기 위한 춤.
5. 노동춤－이것은 훨씬 후세에 발생된 춤으로서, 농경시(農耕時)에 힘을 돋우기 위해 추어진 춤.

## 춤의 분류

### 예술로써의 춤
'춤을 춘다'는 것은 보다 대중적인 기술의 즐거움에로 이끌고, '보여 준다'는 것은 보다 고도한 기술수준으로 발전시킨다. 르네상스 이후, 인간은 춤을 생활의 직접적 실용(實用)으로부터 독립된 것으로서, 또 개인의 표현, 개성의 주장으로 파악하기 시작했다. 여기서 민중적인 민속춤과는 방향을 달리한 예술로써의 춤이 나타났다. 예술로써의 춤은 20세기로의 전환기에 이사도라 덩컨, 미하일 포킨, 디아길레프, 라방, 비그만 등의 위대한 사람들에 의해서 예술의 한 영역으로서의 마음과 표현의 중요성을 가르침받고 미(美)와 정신에 각성했다. 오늘날 예술무용의 주류를 이루는 것은 세계적으로 보아 발레와 현대 무용이다.

#### 발레
발레는 1489년 이탈리아(Italy)에서 발생해서 이탈리아와 프랑스에서 발전한 일종의 무용극(舞踊劇)이다. 특히 루이 14세는 발레의 애호가로서, 자신도 추었을 정도로 발레의 발전에 크게 도움을 주었다.
발레는 대개의 경우 토우 슈즈를 신고 춤추며, 토우를 전제로 한 강인한 발레 기술의 체계가 있다.
발레는 직선적·평형적이며 경묘(輕妙)한 기술로써 환상적인 미를 표현하는, 또는 인간의 신체가 실현할 수 있는 하나의 가능성을 개척하는 역할을 하고 있다. 현재에 와서는 심리적인 발레의 시도로 '결투' '탕아(蕩兒)' '우리' '불안한 시대'와 같은 주제가 나타나게 되었으며 새로운 표현 영역이 확대되어가는 중이라 하겠다.
발레는 클래식 발레, 로맨틱 발레, 모던 발레 등으로 다시 나눌 수 있으나, 다만 그 내용이나 사조(思潮)나 기교가 조금씩 다를 뿐, 본질적으로 같은 경향을 가지고 있다. 즉, 발레는 어디까지나 형식미(形式美)를 추구하는 문학성과 음악성이 농후한 춤이다. 대표적인 작품이 <백조의 호수>이다.

#### 현대무용
현대무용은 미국 무용가 이사도라 덩컨(Isadora Duncan)이 발레의 형태(形態)를 새로운 형태, 즉 무용은 형식에 얽매이지 않고 인간이 움직일 수 있는 모든 움직임을 동원하여 새로운 미(美)를 창조하는 예술이어야 한다는 이념으로 일으킨 하나의 이념적·형태적 혁명인 것이다. 19세기 초반에 성행했던 로맨티시즘(romanticism)은 19세기 후반에 접어들면서 발달하는 자연과학에 자극을 받고 또한 변동하는 사회의 영향을 받아 현실주의(現實主義)에 밀려나고, 예술에 있어서 자연히 사실주의(寫實主義) 경향으로 옮겨 갔다. 이것이 무용에도 혁명을 일으킨 근본적인 원인이라고 할 것이다.
현대 무용은 토우 슈즈를 버리고 장식적·구속적인 의상을 벗어버리고 환상의 세계로부터 대지(大地)로 내려섰다. 현대 무용의 움직임은 토우의 제약 없이 자유롭게 신체를 구사하고, 특히 균형을 무시한 굴곡적(屈曲的)인 움직임을 개척했다. 그럼으로써 발레가 지니는 밝은 면만이 아니라 죽음·비참·고뇌와 같은 인생의 어두운 면에 대한 묘사도 가능해진 것이다.
현대 무용은 창작 무용 또는 모던 댄스라고도 하고, 일명 콘템포러리 댄스라고도 한다. 이 무용은 이른바 이념미(理念美)를 추구하는 전인교육적(全人敎育的) 가치가 있는 것이므로 우리나라에 있어서는 교육 무용이라고 와전되어 있기도 하다.

### 대중춤

#### 민속춤

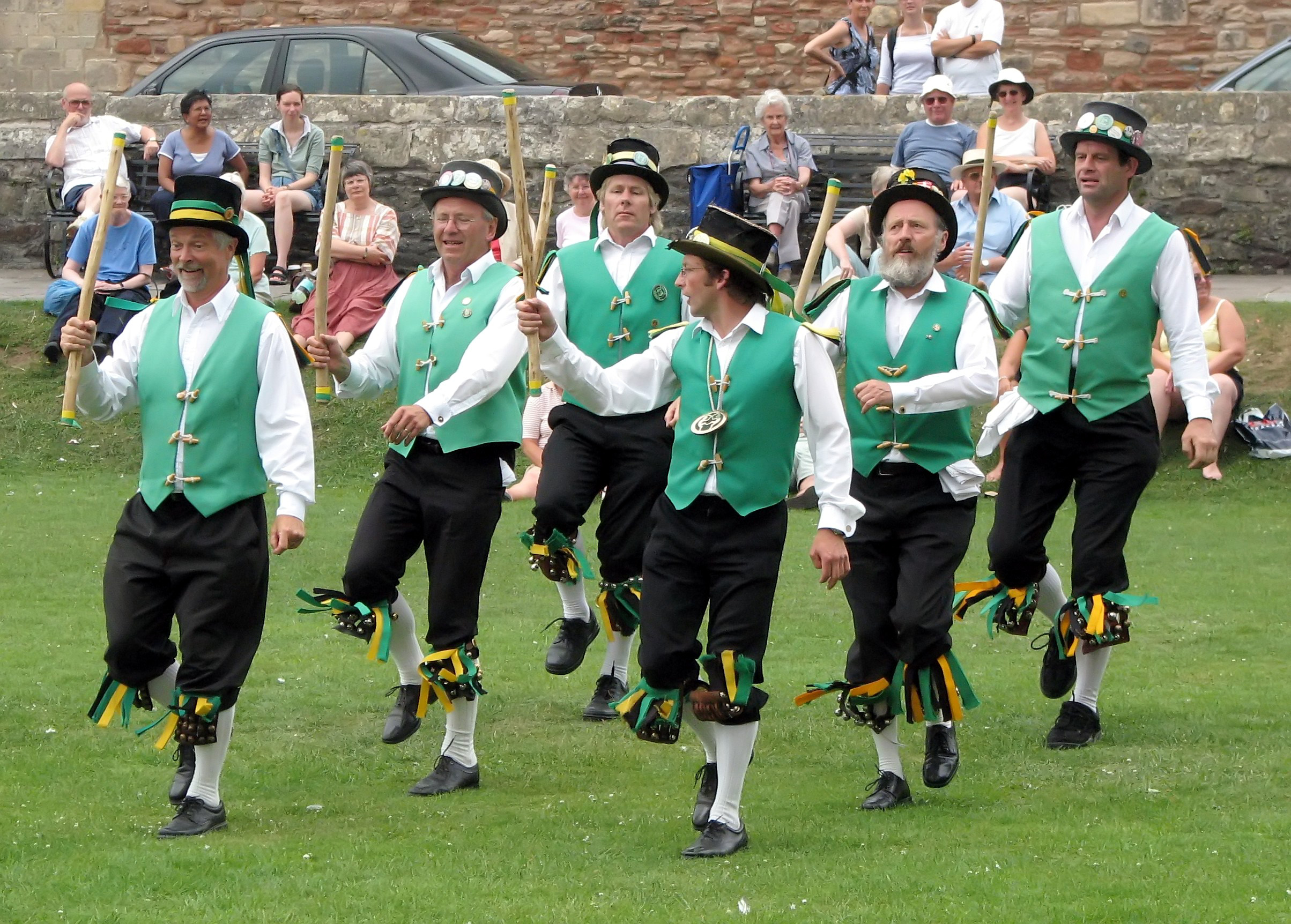
잉글랜드 웰스 지방의 웰스 대성당(Wells Cathedral) 정원에서 추는 모리스 춤(Morris dancing)

포크 댄스 또는 캐릭터 댄스라고 불리는 광의의 민속춤은 전근대인 봉건시대에 있어서 하나의 사회적 집단이 무의식적으로 집단의 흥취나 감정을 나타내기 위해 만들어낸 일종의 놀이인 민속예술이라고 할 수 있다. 봉건시대에 있어서는 장이로 불리는 이른바 기예인(技藝人)이었던 천민계급의 생계수단으로 명맥을 이어오거나, 또는 어느 마을이나 어느 계급·어느 지방의 소박한 놀이로서 전승되어 온 것 등도 있다. 예컨대 유럽지방의 마주르카(Mazurka), 미누에트(Minuet), 트로이카(Troika), 챠르다스(Csardas), 타란텔라(Tarantella) 등과 한국의 탈춤, 승무, 농악춤, 무당춤 등을 들 수 있다. 민속춤은 소박하고 단조로워 훈련하기가 쉽다는 것이 특징이다.

### 개념 및 정의
현대무용(現代舞踊, modern dance)은 모던댄스를 우리말로 옮긴 것으로, 이사도라 던컨(Isadora Duncan)에 의하여 창시되었다. 루돌프 폰 라반(Rudolf von Laban), 메리 비그만(Mary Wigman)에 의하여 확립된 예술무용으로, 무용의 본질관에 있어 발레와 대립된다. 즉, 전통적인 발레에 대한 문제 제기로 시작된 새로운 무대무용이다. 규정된 형식이나 기교를 떠나 자유와 새로움을 추구하여 출발하였으며 자유롭고 개성적인 표현력을 강조한다.
모던댄스는 창조적이고 개성적인 특성으로 시대마다 양식도 각기 다양하다. 어제의 모던댄스는 이미 오늘의 모던댄스가 될 수 없으며 시대와의 적합성이 엄격한 조건이 된다. 이처럼 모던댄스는 반(反) 발레를 출발점으로 20세기에 개발된 창조성과 현대성을 명제로 하는 새로운 무대무용이라고 할 수 있다.
- 루돌프 폰 라반(Rudolf von Laban, 1879년~1958년) : 헝가리 태생의 무용가였는데 무용수라기보다도 오히려 무용이론가이며, 그 이론은 그의 저서인 『무용가의 세계』(1920)와 『체조와 무용』(1925), 『안무(按舞)』(1925) 등에 의해서 세계의 신무용운동에 큰 영향을 주었다. 독일의 신무용은 라반의 이론에 의거하여 확립된 것이다.

- 우상파괴 : 우상을 숭배하고 풍습을 배격하는 주장과 그 운동이다.

- 움직임 : 멈추어 있거나 자세나 자리가 바뀜을 의미한다.

#### 관련 직업군
- 무용가(순수무용가, 한국무용가, 발레무용가, 현대무용가, 무용수, 백댄서 등)

- 무용교육자(교수, 교사, 강사 등)

- 공연기획자

- 대중무용수

## 춤의 현대의 동향
과거에 있어서는 문화는 방산적(放散的)으로 발전해 왔다. 현재는 문화가 수렴적(收斂的) 발전을 이룩하는 시대라고 한다.
'20세기 발레단(團)'의 모리스 베잘은 단순한 무용가·안무사가 아니라 연출가이기도 하고 극작가이기도 했다. 그는 다른 예술과의 종합적인 연결로써 현대를 말하고 있다.
또한 근년에 와서 뮤지컬은 대중의 인기를 끌어 세계적인 것이 되고 있다. 장기간에 걸쳐 크게 히트를 계속했던 제롬 로빈스의 <웨스트 사이드 스토리>는 댄스와 노래와 드라마를 융합시킨 성공작이다. 이것은 다른 예술과의 종합적인 결부에 의한 무용의 새로운 국면이라고 말할 수 있겠다.
수렴적 방향은 무용만의 세계에 한정시킬지라도 발레와 현대 무용의 접근이라는 형태로 나타나고 있다. <봄의 제전(祭典)>이라는 제재는 1913년에 바슬라프 니진스키가 안무(按舞)했으며, 1920년에는 마리 비그만, 그 후는 전위적 발레인 모리스 베잘이 다루고 있다. 발레와 모던 댄스도 제재(題材)상에서, 또는 토슈즈를 신느냐 신지 않느냐에 따라 구별되어 왔다. 그러나 현재에 와서는 토슈즈를 신지 않는 발레가 나타나, 다루어지는 제재도 현대 무용과의 구별을 지을 수 없게 되어 버렸다. 그리고 각 무용단의 개성 같은 것이 제재에 반영됨으로써 표현의 수법을 결정하고 있는 듯이 여겨진다.
무용단어의 영어번역과 대한민국의 무용과와 무용학과에 대해서 : dance를 무용이라는 단어로 번역을 하기도 한다. 무용이라는 단어의 한자에 무(舞)는 춤출 무로 되어있고 용자는 뛸 용(踊)으로 표시된 사전들이 있다. 2019년 8월 8일 목요일에 국립국어원 표준국어대사전에 무용의 한자어 중 용자가 뛸 용(踊)으로 되어있는 것을 확인했다. 2019년 10월 13일 일요일에 우리말샘사전에서 무용(舞踊)의 한자가 舞踊으로 되어 있는 것을 확인했다. 舞踊(무용)이라는 단어는 쓰보우치 쇼요(일본어: 坪内 逍遥, 1859년 ~ 1935년)라는 사람이 만든 단어라는 말이 있다. 대한민국의 대학들의 무용학과들 중 무용의 영어표기를 dance라는 단어로 사용하는 곳들이 있다. 무용학과에서 무용보다 춤이나 무(舞)에 가까운 dance를 주로 학습하게 되는 경우가 생기게 될 수가 있다. dance는 무용보다는 춤 또는 무(舞)에 가깝다. 무용은 뜀이 포함된 춤 또는 무(舞)이거나 몸으로 뛰지는 않지만 뜀에 대한 표현을 만들어 내는 춤 또는 무(舞)로 보고 무용은 춤이나 무(舞)의 한 종류로 볼 수 있다. 대학들에서 과의 이름에 무용이라는 단어가 들어갔을 때 무용영어표기를 dance로 사용을 한다면 dance가 아닌 무용을 주로 학습할 수 있어야 한다. 아니면 대학들의 무용과나 무용학과의 이름은 춤과나 춤학과 또는 춤출 舞(무)라는 한자를 이용해서 무과나 무학과로 바꾸어야 할 것이다. 아니면 무용의 영어번역을 dance가 아닌 다른 것으로 하여 대학들의 무용학과나 무용과에서 무용을 주로 학습할 수 있어야 한다. 무용을 뜀이 포함된 춤 또는 무(舞)이거나 몸으로 뛰지는 않지만 뜀에 대한 표현을 만들어 내는 춤 또는 무(舞)로 보고 무용의 영어번역은 jump dance 등으로 나타낼 수 있을 것으로 보인다.
한국에서 무용이라는 용어가 쓰이기 시작한 때는 신무용이 시작된 1920년대 중반부터이다.

## 같이 보기
- 무용의 기법
- 민족 무용
- 뮤지컬
- 춤곡

### 사람
- 이와모토 히카루
- 후카자와 타츠야
- 라울
- 메구로 렌
- 사쿠마 다이스케&미야다테 료타
- 윤현승